# Chiesa dei Santi Pietro e Paolo (Cracovia)
La chiesa dei Santi Pietro e Paolo (in polacco Kościół ŚŚ Piotra i Pawła) è una chiesa cattolica barocca situata nel centro storico di Cracovia, in Polonia.

## Storia
La chiesa dei Santi Pietro e Paolo ha costituito il primo episodio architettonico di Cracovia concepito in stile barocco. Fu commissionata e finanziata dal re polacco Sigismondo III Vasa (Zygmunt III) per l'ordine dei Gesuiti. Il primo progetto fu forse inviato dalla sede centrale dell'ordine, redatto dall'architetto gesuita Giovanni de Rosis, che per primo scelse l'impiego di una pianta a croce latina sul modello della Chiesa de Gesù di Roma. Dal 1597 il progetto e il cantiere furono affidate a Giuseppe Brizio e infine di Giovanni Battista Trevano, a cui si devono l'impaginazione della facciata, gli interni barocchi e la cupola. La chiesa fu infine inaugurata e consacrata l'8 luglio 1635.
Dopo lo scioglimento dell'ordine dei Gesuiti nel 1773, la chiesa fu donata nel 1876 ai padri cistercensi di Mogiła dalla Commissione per l'Educazione Nazionale all'Università di Cracovia e nel 1786, per poi fungere da chiesa ortodossa tra il 1809 e il 1815 e rientrare, a partire dal 1830, nella parrocchia cattolica romana.

## Descrizione
La facciata della chiesa, realizzata in dolomia, fu progettata avendo a modello quelle della chiesa di Santa Susanna a Roma di Carlo Maderno e quella del Gesù. Nelle sue nicchie sono state inserite statue di santi gesuiti realizzate da Dawid Heel: Ignazio di Loyola, Francesco Saverio, Stanislao Kostka e Luigi Gonzaga. La facciata è inoltre adornata anche dall'emblema dell'ordine dei Gesuiti con i santi Sigismondo e Ladislao I, posto al di sopra del portale di accesso, e con lo stemma araldico della dinastia dei Vasa, essendo Sigismondo III Vasa il fondatore della chiesa.
All'interno la chiesa presenta un impianto a navata unica, affiancata da due file di cappelle e completata da un transetto con cupola all'incrocio, e un breve presbiterio rettangolare attorno all'altare, con abside semicircolare coperta da una volta emisferica. Al di fuori, infine, il sagrato è delimitato da una recinzione dotata di vari plinti adornati dalle statue dei dodici apostoli, realizzate in calcare di Pińczów da Dawid Heel nel 1772. Essendosi le sculture originali gravemente deteriorate in seguito alle piogge acide, queste sono state sostituite con copie realizzate nel medesimo materiale da Kazimierz Jęczmyk.

### Interni
Le ricche decorazioni in stucco degli interni, condensate soprattutto nella volta a crociera, illustrano l'attività missionaria dei Gesuiti e sono state prevalentemente realizzate da Giovanni Battista Falconi, architetto ticinese che conobbe la propria affermazione professionale proprio lavorando in Polonia. Nell'abside del presbiterio figurano le sue scene della vita e della morte dei santi Pietro e Paolo e le statue dei patroni della Polonia – San Wojciech e San Stanisław. Nelle navate laterali, le sue opere d'arte, rispetto a quelle raffiguranti il martirio a Roma dei due apostoli, diventano molto più gioiose e includono figure di putti angelici intrecciati in composizioni ornamentali e plafoni.
L'altare maggiore tardo barocco del 1735 con l'immagine di Józef Brodowski raffigurante la consegna delle chiavi a San Pietro è stato progettato da Kacper Bażanka. Tra gli arredi liturgici all'interno sono presenti un sarcofago del vescovo Andrzej Trzebicki della fine del XVII secolo e i tabernacoli della famiglia Branicki (dal 1720 al 1725) e Brzechffs, realizzati sempre da Bażanka nel 1716. L'illuminazione degli interni è finalizzata alla drammatizzazione barocca della liturgia e incentrata sul sacerdote intento a celebrare la Santa Messa.

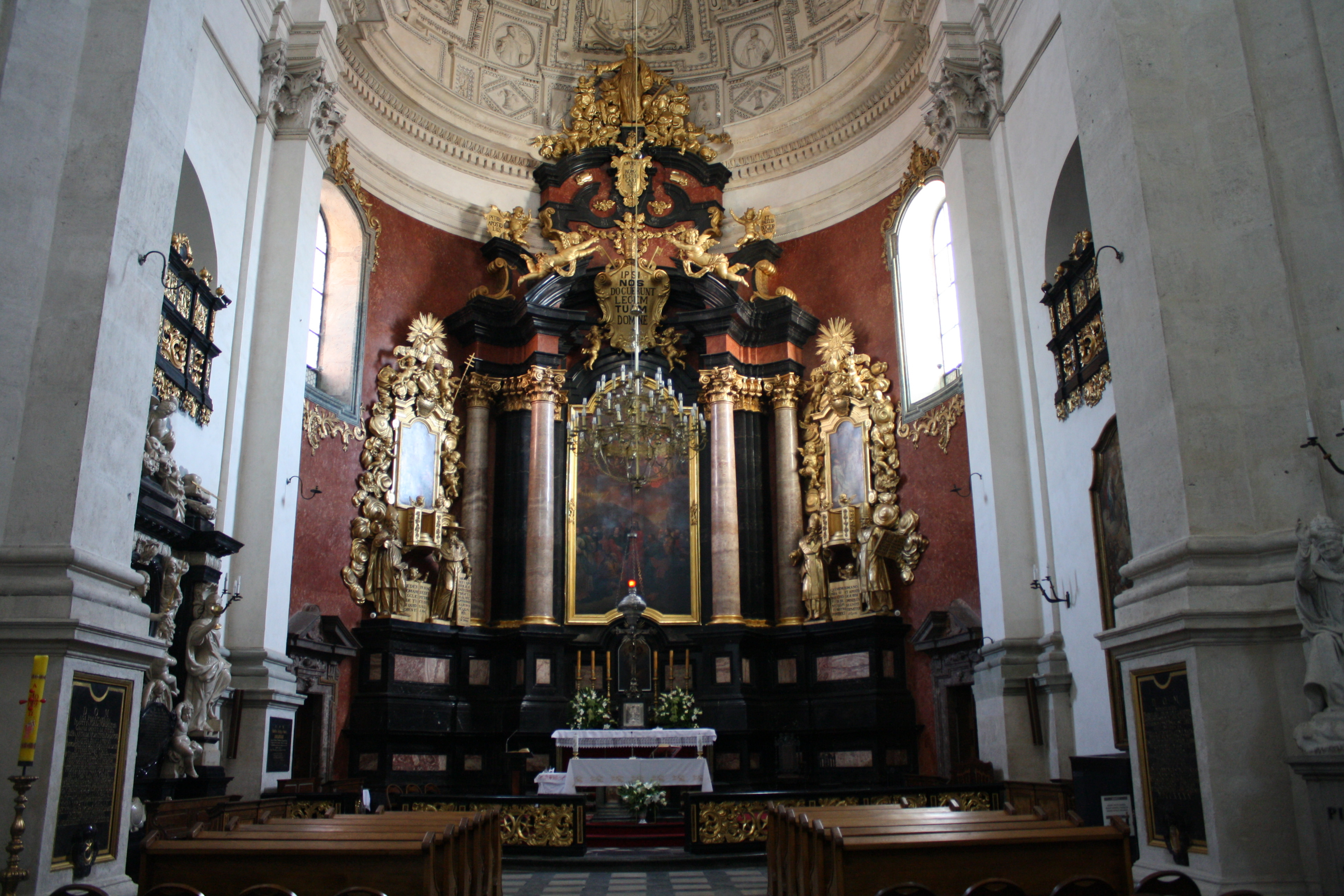
Altare maggiore
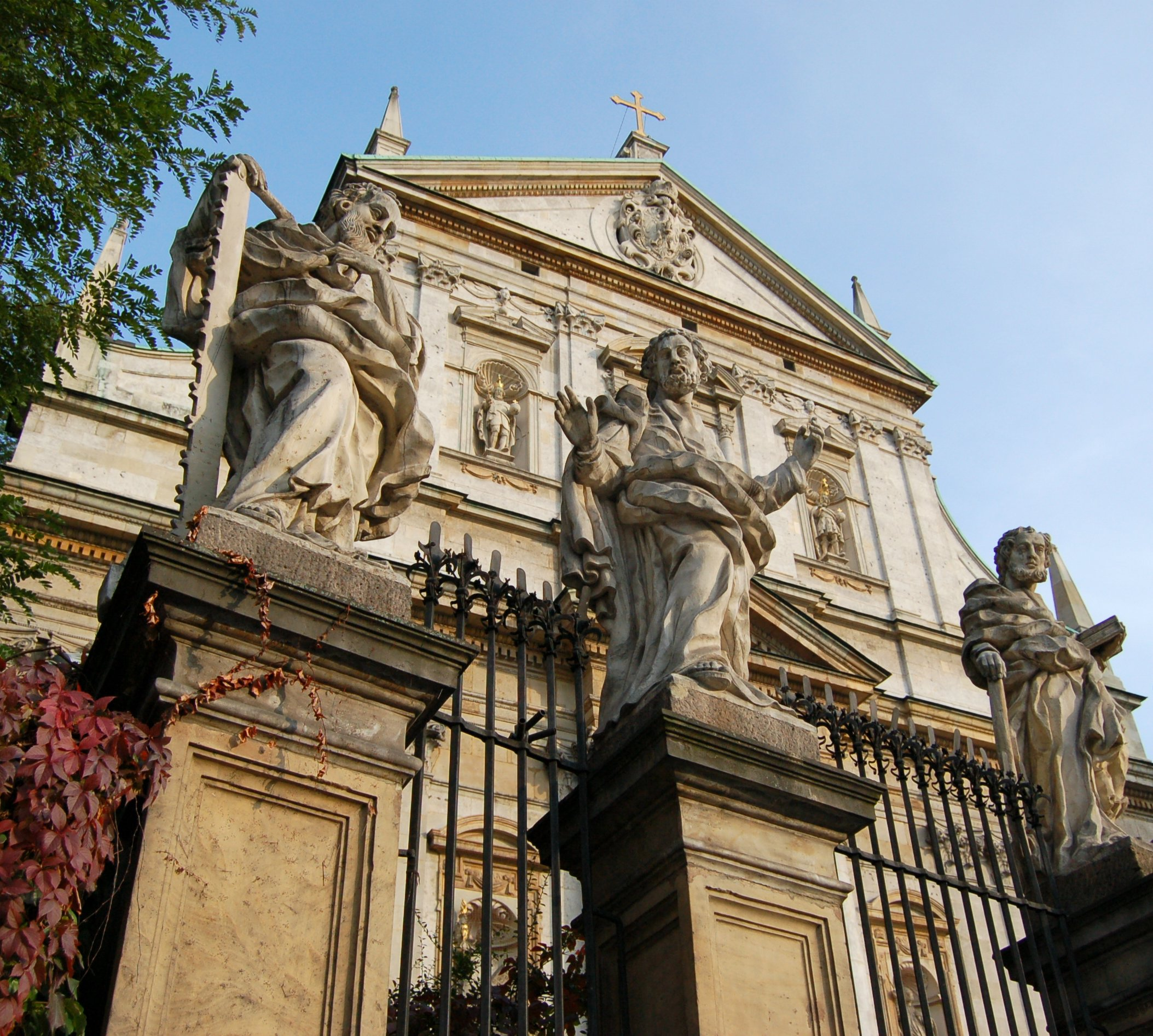
La recinzione con le statue dei santi
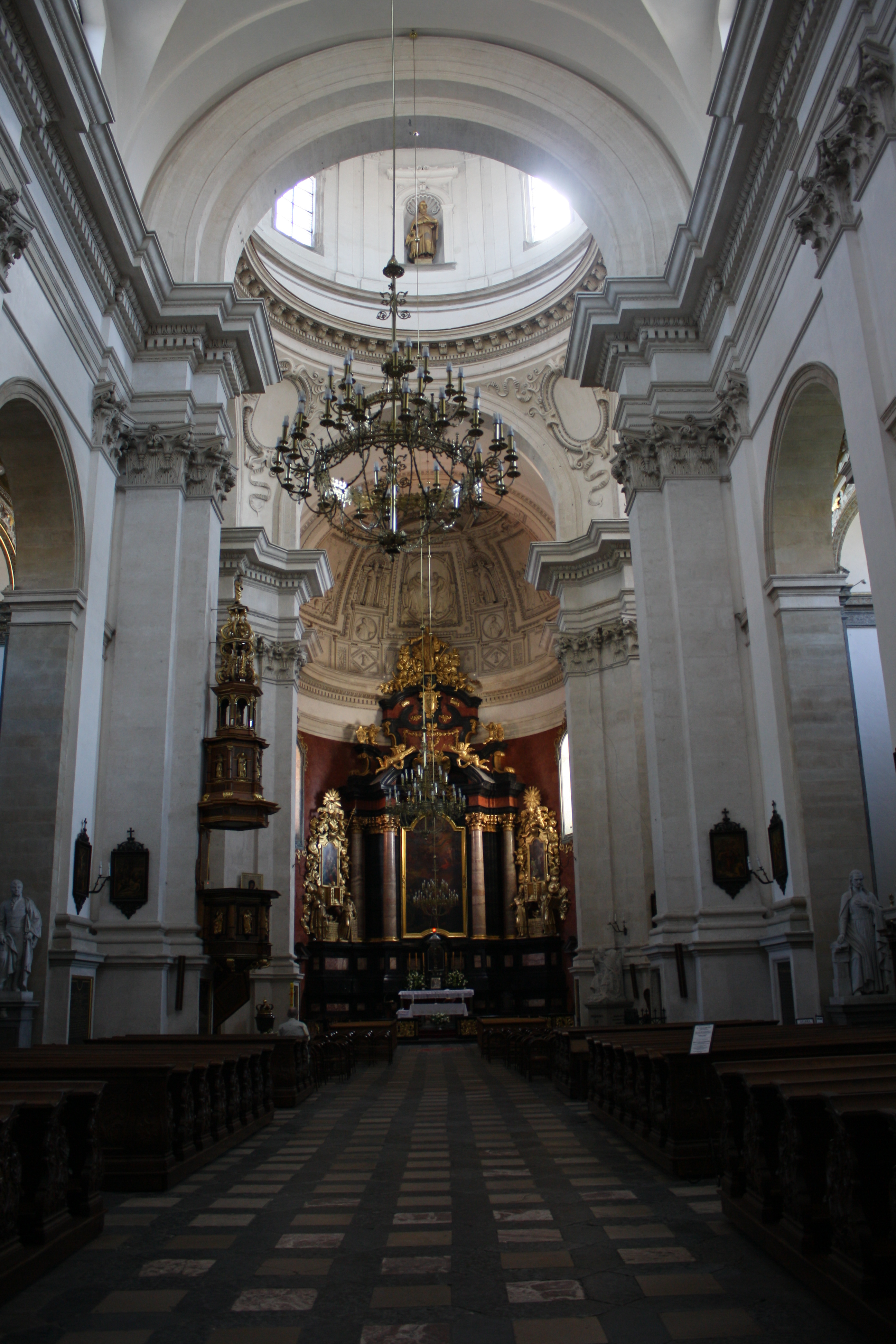
La navata
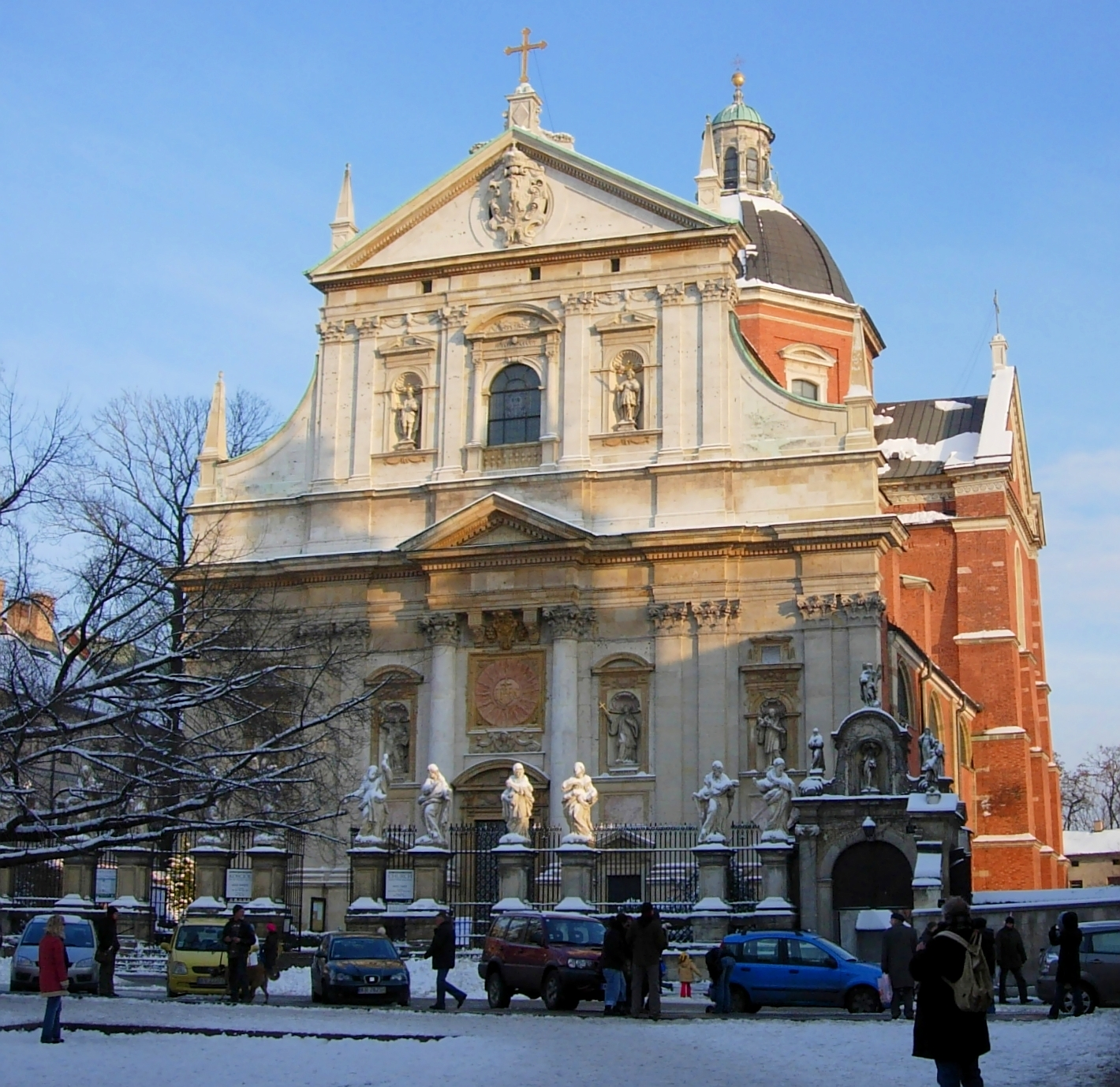
La facciata
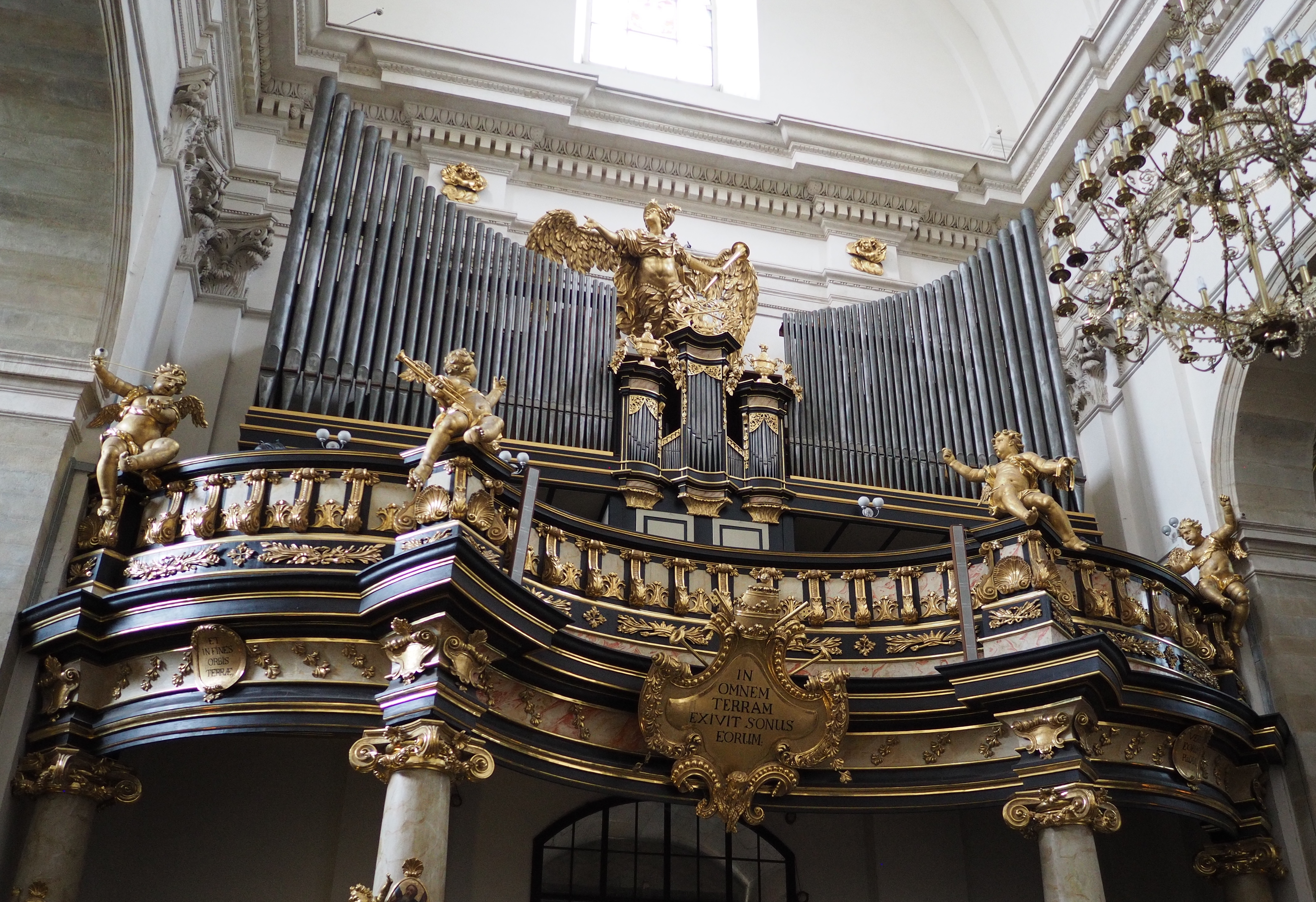
Gli organi

## Tombe
La cripta della chiesa custodisce numerose tombe di eminenti uomini della cultura, della scienza e dell'arte polacchi, assolvendo, insieme alla cattedrale del Wawel e alla Skałka, sempre a Cracovia, al ruolo di Pantheon nazionale. Tra le sepolture illustri della chiesa vi sono quelle di:
- Piotr Skarga, (1536–1612), predicatore gesuita;
- Andrzej Trzebicki, (1607–1679), nobile e prete;
- Witold Szeliga Bieliński, (1818–1833), nobile;
- Sławomir Mrożek, (1930–2013), drammaturgo;
- Karol Olszewski, (1846–1915), chimico;
- Krzysztof Penderecki (1933–2020), compositore;
- Marian Rejewski, (1905–1980), matematico e crittologista;
- Jerzy Różycki, (1909–1942), matematico e crittologista;
- Zygmunt Wróblewski, (1845–1888), chimico;
- Henryk Zygalski, (1908–1978), matematico e crittologista.

## Pendolo di Foucault
Ogni giovedì, all'interno della chiesa, viene fissato su un perno della cupola un pendolo di Foucault. Si tratta di un filo lungo in questo caso 46.5 metri, al quale è sospeso un elemento di metallo in oscillazione: si tratta di un dispositivo ideato dal fisico francese Léon Foucault atto a dimostrare la rotazione della terra attorno al suo asse. Il pendolo fu installato per la prima volta nella chiesa nel 1949 su iniziativa dei professori Kordylewski e Horbacki e poi reinstallato nel 1991 in occasione dell'anniversario dell'arrivo di Niccolò Copernico a Cracovia.